# Barbara Kruger

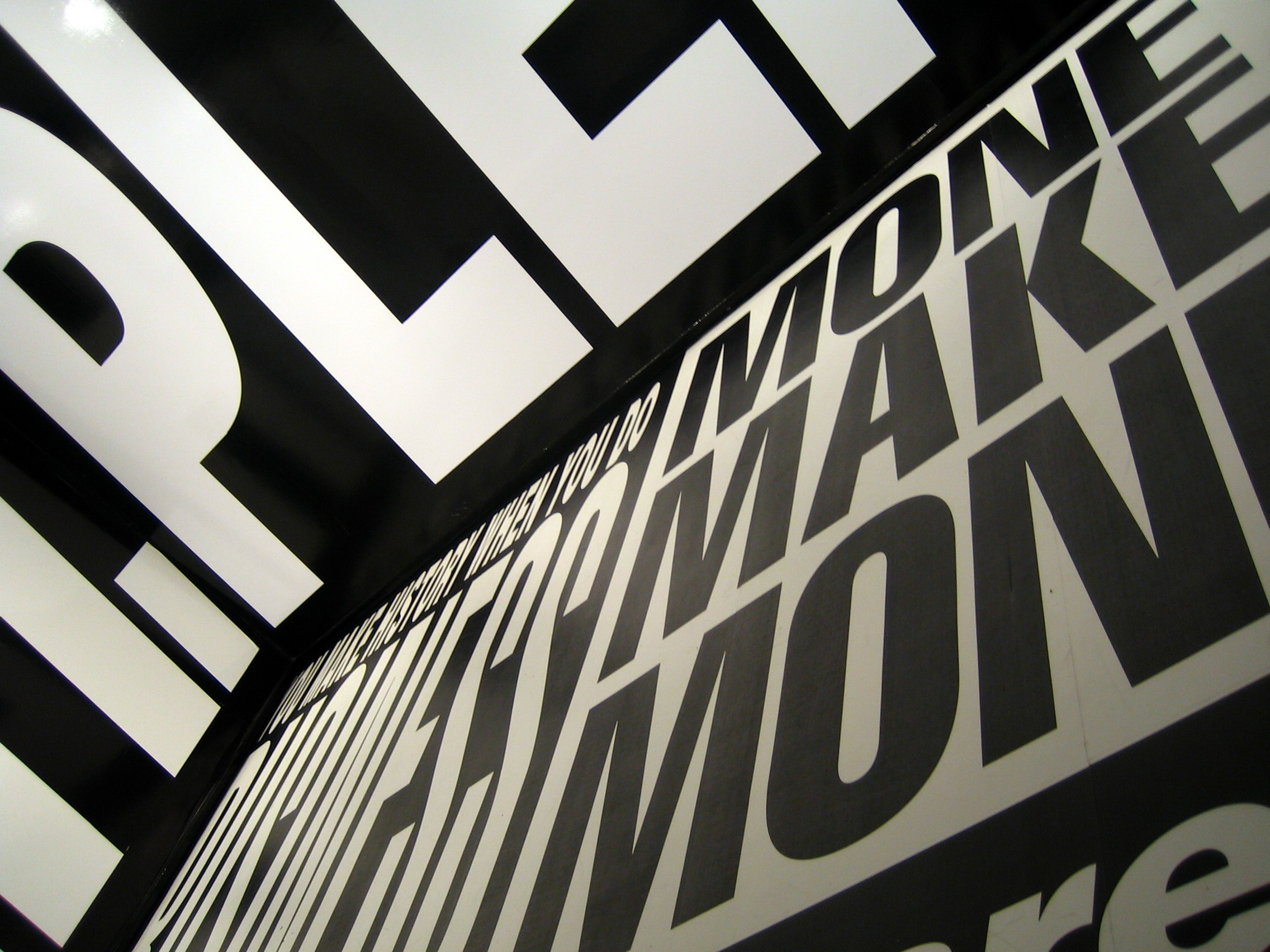
Praca Barbary Kruger w Centrum Sztuki Współczesnej w Melbourne w Australii

Barbara Kruger (ur. 26 stycznia 1945 w Newark) – amerykańska artystka konceptualistka, której prace utrzymane w charakterystycznym stylu łączącym wizerunki i slogany związane z zagadnieniami władzy, tożsamości i seksualności we współczesnym świecie, mają na celu konfrontację istotnych problemów społecznych (np. seksizmu, mizoginii, manipulacji dokonywanych przez media, powszechnej konsumpcji) ze stereotypami funkcjonującymi w świadomości społecznej. Kruger często wymieniana jest jako reprezentantka sztuki feministycznej oraz sztuki zaangażowanej społecznie i politycznie.
Barbara Kruger pracuje i mieszka w Nowym Jorku oraz w Los Angeles.

## Biografia i twórczość

### Lata 60.
W 1964 roku Barbara Kruger rozpoczęła studia na Uniwersytecie w Syracuse, gdzie spędziła rok, aby następnie przenieść się do Parsons School of Design w Nowym Jorku. W tym czasie w Parsons wykładali m.in. fotografka Diane Arbus oraz Marvin Israel, który jako grafik i kierownik artystyczny renomowanego magazynu mody Harper’s Bazaar, wprowadził młodą Barbarę Kruger w świat fotografii i magazynów mody. To on również zachęcił ją do przygotowania profesjonalnego portfolio, kiedy jej zainteresowanie studiami zaczęło przygasać. Po roku spędzonym w Parsons Kruger przerwała studia i w 1966 roku rozpoczęła pracę w dziale grafiki magazynu mody Mademoiselle, gdzie po zaledwie roku pracy zajęła stanowisko głównego grafika. Przez kolejną dekadę Kruger utrzymywała się z projektowania szaty graficznej magazynów, książek (zwłaszcza książek o tematyce politycznej) oraz edytowania zdjęć. Pod koniec lat sześćdziesiątych rozwinęła również zainteresowanie poezją, uczęszczając na odczyty poetyckie i sama tworząc poezję.

### Lata 70. i pierwsze prace
Aktywność artystyczna Kruger rozpoczęła się w roku 1969. Jej pierwsze prace inspirowane były twórczością Magdaleny Abakanowicz, a także nawiązywały do tradycyjnych prac ręcznych wykonywanych przez kobiety (kilimy naścienne tkane z przędzy, paciorków, cekinów, piór i wstążek), co było charakterystyczne dla ówczesnych prób przywrócenia wartości tradycyjnym formom rzemiosła kobiecego przez ruch feministyczny. W czasie swoich pierwszych lokalnych wystaw na początku lat 70. Kruger zaczęła się stykać z grupami feministek. W 1973 roku prace Kruger zostały wystawione w ramach Whitney Biennial w Nowym Jorku – dorocznej wystawy amerykańskiej sztuki współczesnej przedstawiającej szerokiej publiczności prace młodych i mniej znanych artystów. W ciągu kolejnych dwóch lat miała również autorskie wystawy w Artists Space i Fischbach Gallery (również w Nowym Jorku). Mimo to Kruger nie była zadowolona ze swojej twórczości i z oddalenia jej prac od jej rosnącego społecznego i politycznego zaangażowania. Jesienią 1976 roku zaprzestała twórczości artystycznej i przeniosła się do Berkeley w Kalifornii, gdzie przez cztery lata nauczała na University of California i zgłębiała prace Waltera Benjamina i Rolanda Barthes’a. W 1977 roku zajęła się fotografią, tworząc serię czarno-białych zdjęć przedstawiających zewnętrzne fragmenty architektury budynków połączone z tekstami przedstawiającymi jej przemyślenia na temat ludzi mieszkających wewnątrz. Opublikowane w formie książki Picture/Readings (1979) fotografie te antycypowały sposób artystycznej ekspresji rozwinięty przez Kruger w jej późniejszych dojrzałych pracach.

### Rozwój stylu „dojrzałego”
Od 1979 roku Kruger zaprzestała fotografowania – zamiast tego zaczęła wykorzystywać w swojej twórczości znalezione przez siebie istniejące już zdjęcia, w większości pochodzące z amerykańskiej prasy drukowanej lat 40. i 50. XX w. Wizerunki te służyły jej do tworzenia kolaży poprzez nanoszenie na nie napisów-sloganów. Na przykład jedna z wczesnych dojrzałych prac Kruger Bez tytułu (Idealna) (1980) przedstawia tors kobiety z rękami złożonymi do modlitwy, przywołującej na myśl Najświętszą Marię Pannę – ucieleśnienie uległej kobiecości. Na dolnej krawędzi zdjęcia widoczny jest napis „idealna”. Te wczesne kolaże, w których Kruger zaczęła używać technik, które poznała i doprowadziła do perfekcji jako graficzka, stały się początkiem szeregu prac o wymowie politycznej i społecznej – były to feministyczne prowokacje oraz artystyczne komentarze na temat religii, seksualności, stereotypów rasowych i płciowych, masowej konsumpcji, zachłanności koncernów oraz władzy.

### Lata 80. i styl „dojrzały”
We wczesnych latach 80. Kruger rozwinęła swój tzw. dojrzały styl polegający na użyciu wyedytowanych wielko-wymiarowych czarno-białych zdjęć zestawionych z charakterystycznymi, treściwymi, często ironicznymi sloganami wydrukowanymi grubą czcionką Futura Bold Italic na czarnym, białym lub czerwonym tle. W sloganach tych charakterystyczne jest częste wykorzystanie zaimków osobowych i dzierżawczych, np. w pracach takich jak Bez Tytułu (Kup Mnie, Zmienię Twoje Życie) (1984), czy Bez Tytułu (Twoje Ciało To Pole Walki) (1989) – przy czym odbiorca nie ma pewności, kto w tych pracach jest podmiotem mówiącym. Oszczędny styl dojrzałych prac Kruger zapewnia ich równie silne oddziaływanie bez względu na to, czy są one przedstawiane w galerii, czy też wydrukowane na koszulce, plakacie lub kubku (dystrybucja jej prac za pośrednictwem tego typu gadżetów jest akceptowana i nadzorowana przez samą Kruger). Tym samym dochodzi do zatarcia granicy pomiędzy sztuką a komercją, a uwaga szerokiej publiczności zostaje zwrócona na rolę reklamy we współczesnej rzeczywistości.

### Lata 90. – instalacje i rzeźba
W ostatnich latach Kruger rozszerzyła swój projekt artystyczny również na tworzenie instalacji swoich prac w galeriach, muzeach, budynkach należących do władz lokalnych, dworcach, parkach, a także w autobusach oraz na billboardach umieszczanych na całym świecie. Ściany, podłogi i sufity są pokrywane przez nią obrazami i tekstami, które wydają się wręcz atakować odbiorcę. Począwszy od końca lat 90. Kruger włączyła w swój projekt twórczy również rzeźbę, wykorzystując tę formę sztuki do krytyki współczesnej amerykańskiej kultury. Sprawiedliwość (1997), wykonana przez nią z włókna szklanego rzeźba, przedstawia Johna Edgara Hoovera i Roya Cohna – dwie postaci publiczne związane z prawicą, które ukrywały swoją homoseksualną orientację. Obaj zostali przedstawieni w kobiecym przebraniu, całując się ze sobą. Poprzez tę kiczowatą parodię tradycyjnych przedstawień mężów stanu Kruger zwraca uwagę na zmowę milczenia, która umożliwiła obu mężczyznom osiągnięcie społecznej i politycznej władzy.

### Lata 2000
Aktualnie Kruger wykłada jako profesor na University of California w Los Angeles. Ponadto kontynuuje pracę twórczą poprzez tworzenie instalacji (video, audio itd.) oraz dalsze zaangażowanie w problematykę społeczną i polityczną.

## Najważniejsze wystawy i nagrody
Najważniejsze wystawy autorskie Barbary Kruger:
- 1983 – wystawa w Institute of Contemporary Arts w Londynie
- 1999 – wystawa w Museum of Contemporary Art w Los Angeles
- 2002 – wystawa w Palazzo delle Papesse Centro Arte Contemporanea w Sienie

Kruger reprezentowała Stany Zjednoczone na Biennale w Wenecji w 1982 roku.
W 2005 roku Kruger została uhonorowana na 51. Biennale w Wenecji Złotym Lwem za całokształt pracy twórczej.
W 2007 roku Kruger była jedną z artystek wybranych do zaprezentowania swoich prac na pierwszym Biennale Kobiet Artystek w Incheonie (Korea Południowa).

## Barbara Kruger w Polsce
- 15 listopada 1991 roku odbył się wykład Barbary Kruger w Centrum Sztuki Współczesnej Zamek Ujazdowski w budynku Laboratorium w Warszawie. W listopadzie 1991 roku, w weekend przyjazdu artystki do Polski odbyła się akcja plakatowania pracy Barbary Kruger „Bez tytułu (TWOJE CIAŁO TO POLE WALKI)” – plakaty były rozwieszane w przestrzeni publicznej Warszawy. Wiosną 1992 roku odbyła się druga akcja plakatowania w Warszawie. Kuratorką projektu była Milada Ślizińska[1][2].
- 13 listopada 2020 plakat Barbary Kruger „Bez tytułu (TWOJE CIAŁO TO POLE WALKI)” z 1991 roku pojawił się w przestrzeni publicznej Szczecina jak projekt Trafo - Trafostacji Sztuki będącej centrum sztuki współczesnej w Szczecinie[1][2].
- 15 grudnia 2020 Barbara Kruger otrzymała honorową Nagrodę Sztuki im. Marii Anto i Elsy von Freytag-Loringhoven za wybitne osiągnięcia i postawę artystyczną[2][3].